# Timon Weiner
Timon Moritz Weiner (* 18. Januar 1999 in Essen) ist ein deutscher Fußballtorwart.

## Karriere

### Verein
Nach seinen Anfängen in der Jugendabteilung der DJK TuS Essen-Holsterhausen, von Rot-Weiss Essen und des MSV Duisburg wechselte er im Sommer 2013 in die Jugendabteilung des FC Schalke 04. Für seinen Verein bestritt er 20 Spiele in der B-Junioren-Bundesliga und 42 Spiele in der A-Junioren-Bundesliga. Im Sommer 2018 wechselte er in die 2. Bundesliga zu Holstein Kiel. Da er aber nur zu Einsätzen für die zweite Mannschaft in der Regionalliga Nord kam, wurde er, um Spielpraxis zu sammeln, im Sommer 2020 in die 3. Liga zum 1. FC Magdeburg ausgeliehen. Da er bei seinem Verein zu keinem Einsatz gekommen war, wurde die Leihe im Sommer 2021 vorzeitig beendet. Nach seiner Rückkehr spielte er wieder für die zweite Mannschaft in der Regionalliga Nord und verlängerte seinen Vertrag Ende 2022 bis Juni 2024. Seinen ersten Profieinsatz in der 2. Bundesliga hatte er am 28. Mai 2023, dem letzten Spieltag, als er beim 5:1-Auswärtssieg gegen Hannover 96 in der Startformation stand.

### Nationalmannschaft
Weiner bestritt von 2013 bis 2018 für die U15, U16, U17, U18 und U20 des DFB insgesamt sieben Spiele.

## Erfolge
- Aufstieg in die Bundesliga: 2024